# Soini Nikkinen
Soini Nikkinen (Finlandia, 19 de julio de 1923-2 de junio de 2012) fue un atleta finlandés especializado en la prueba de lanzamiento de jabalina, en la que consiguió ser medallista de bronce europeo en 1954.

## Carrera deportiva
En el Campeonato Europeo de Atletismo de 1954 ganó la medalla de bronce en el lanzamiento de jabalina, llegando hasta los 73.38 m, tras el polaco Janusz Sidło (oro con 76.35 m) y el soviético Vladimir Kuznetsov (plata con 74.61 m).